# Fuentes de Béjar (kommunhuvudort)
Fuentes de Béjar är en kommunhuvudort i Spanien.   Den ligger i provinsen Provincia de Salamanca och regionen Kastilien och Leon, i den centrala delen av landet, 170 km väster om huvudstaden Madrid. Fuentes de Béjar ligger 910 meter över havet och antalet invånare är 289.
Terrängen runt Fuentes de Béjar är kuperad åt sydväst, men åt nordost är den platt. Runt Fuentes de Béjar är det glesbefolkat, med 12 invånare per kvadratkilometer. Närmaste större samhälle är Guijuelo, 5,8 km norr om Fuentes de Béjar. Trakten runt Fuentes de Béjar består i huvudsak av gräsmarker.